# 숲속초등학교
숲속초등학교는 대한민국 경기도 화성시에 있는 공립 초등학교이다.

## 학교 연혁
- 2010.01.11 숲속초등학교 설립 인가
- 2010.02.28 숲속초등학교 준공
- 2010.03.01 초등자율학교 지정(4년)
- 2010.03.01 병설유치원 3학급(60명) 편성
- 2010.03.01 15학급(459명) 편성
- 2010.03.01 초대 신상태 교장 부임
- 2010.03.01 숲속초등학교 15학급 개교
- 2011.02.18 제1회 졸업식(졸업생 수 62명)
- 2011.03.01 초등 19학급(특수1) 학급 포함
- 2011.03.01 유치원 3학급(특수1) 편성
- 2011.03.01 화성시 특성화교육벨트 학교 선정
- 2012.02.14 제2회 졸업식(졸업생 수 60명, 총 졸업생 수 122명)
- 2012.03.01 초등 25학급(특수1) 학급 편성
- 2012.03.01 혁신학교 지정
- 2012.03.01 유치원 3학급(특수1) 편성
- 2013.02.15 제3회 졸업식(졸업생 수 81명, 총 졸업생 수 203명)
- 2013.03.01 유치원 3학급(특수1) 편성
- 2013.03.01 초등 25학급(특수1) 학급 편성
- 2014.02.17 제4회 졸업식(졸업생 수 97명, 총졸업생 수 300명)
- 2014.03.01 초등 31학급(특수1) 학급 편성
- 2014.03.01 유치원 4학급(특수1) 편성
- 2014.03.01 제2대 장형용 교장 부임
- 2015.02.16 제5회 졸업식(졸업생 수 67명, 총졸업생 수 367명)
- 2015.03.01 초등 31학급(특수1) 학급 편성
- 2015.03.01 유치원 4학급(특수1) 편성